# Rhabditis carpathica
Rhabditis carpathica is een rondwormensoort uit de familie van de Rhabditidae.